# Кирово (Северо-Казахстанская область)
Кирово (каз. Кирово) — село в Тайыншинском районе Северо-Казахстанской области Казахстана. Административный центр Кировского сельского округа. Код КАТО — 596059100.

## География
Расположено около озера Сандыколь.

## Население
В 1999 году население села составляло 990 человек (487 мужчин и 503 женщины). По данным переписи 2009 года в селе проживало 680 человек (327 мужчин и 353 женщины).